# Tholera protensa
Tholera protensa là một loài bướm đêm trong họ Noctuidae.